# Петромихайловка
Петромиха́йловка — деревня в Саткинском районе Челябинской области России. Входит в состав Айлинского сельского поселения.

## География
Расположена на реке Шулемка вблизи границы с Башкортостаном.

## История
Деревня Петромихайловка образована в 1963 году путем объединения деревень Петропавловки и Михайловки.

## Население
| 2002 | 2010 |
| ---- | ---- |
| 228  | ↘169 |

По данным Всероссийской переписи, в 2010 году в деревне проживали 78 мужчин и 91 женщина.